# 絕對☆靈域
《絕對☆靈域》是吉辺あくろ的日本漫畫作品，單行本全9冊。於2009年6月號至8月號的史克威爾艾尼克斯出版雜誌《月刊GANGAN JOKER》投稿企劃「戰國GAG合戰」連續3期獲勝後，2009年10月號刊登短篇，並於2010年6月號至2014年9月號間連載，是戰國GAG合戰獲勝作品中第一個開始連載的作品。

## 故事簡介
後藤聖一在找房子的時候，發現一間月租只要日幣1萬元的鬧鬼房間。謠傳這間房間住著死去少女的幽靈，但靈感很強、能看到幽靈的聖一，為了和少女幽靈同居，反而故意租下這間房間。
搬到新房間後，謠傳中的幽靈上原雛子為了把他趕出房間而出現在聖一面前，聖一卻不為所動，兩人就此開始其妙的同居生活。

## 登場人物
後藤 聖一
本作主角。出生於靈感強的家系，能夠看見幽靈。在找房子的時候，聽說有間月租1萬日圓的房間有少女幽靈出沒，為了接近少女幽靈而故意租下這間房間。綽號「小後」，本人很中意，但雛子堅持叫他「後藤」。
上原 雛子
聖一房間的地縛靈少女。原本和哥哥住在聖一的房間，兩人卻在公寓前發生車禍。雛子變成幽靈時，哥哥並不在事故現場，雛子認為哥哥沒死，總有一天會回公寓找她，所以變成房間的地縛靈，不斷將搬進來的房客嚇跑。然而，認為幽靈存在是理所當然的聖一卻不怕雛子恐嚇，後來雛子同意只要聖一幫忙找哥哥，就讓他住進來。
靈感強的人能看的到、也可以摸的到她。能把自己變透明。雖然嚇走不少房客，自己卻也很怕恐怖的東西。
下一桁 緋夜子
住在後藤家隔壁的幽靈。雛子的好朋友，外表比雛子年幼，但實際上已經當幽靈好幾十年了(原文寫作Ｏ十年)。
外表冷淡，但其實很喜歡開玩笑。常因為看起來很有趣而做出出人意料的舉動。
當幽靈很久了，能夠冷靜的掌握狀況，常給後藤與雛子建議。
前田 七三
在公寓附近打工的店員，容易會錯意的粗心少女。在看到雛子前，都不知道自己具有靈感，能夠看到幽靈。
對聖一一見鍾情，擅自打了後藤房間的備分鑰匙、任意進出後藤房間等過度追求行為，讓後藤覺得她像個變態而有點怕她。
後藤 聖二
聖一的雙胞胎弟弟。有染髮，登場時都穿西裝。看起來個性認真，但其實是不輸給哥哥的變態。喜歡曜子。
斜坂 希子
附身過前田的幽靈。穿著歌德式服裝，綁雙馬尾的嬌小少女。

## 出版書籍
| 卷數 | 史克威爾艾尼克斯 | 史克威爾艾尼克斯       | 東立出版社     | 東立出版社             |
| 卷數 | 發售日期         | ISBN                   | 發售日期       | ISBN                   |
| ---- | ---------------- | ---------------------- | -------------- | ---------------------- |
| 1    | 2011年1月22日    | ISBN 978-4-7575-3131-4 | 2014年6月23日  | ISBN 978-986-337-565-4 |
| 2    | 2011年6月22日    | ISBN 978-4-7575-3268-7 | 2014年8月12日  | ISBN 978-986-337-566-1 |
| 3    | 2011年9月24日    | ISBN 978-4-7575-3371-4 | 2014年11月7日  | ISBN 978-986-337-567-8 |
| 4    | 2012年3月22日    | ISBN 978-4-7575-3532-9 | 2015年6月2日   | ISBN 978-986-337-568-5 |
| 5    | 2012年8月22日    | ISBN 978-4-7575-3699-9 | 2015年7月7日   | ISBN 978-986-337-569-2 |
| 6    | 2013年2月22日    | ISBN 978-4-7575-3882-5 | 2015年8月11日  | ISBN 978-986-337-570-8 |
| 7    | 2013年7月22日    | ISBN 978-4-7575-4012-5 | 2015年11月10日 | ISBN 978-986-337-571-5 |
| 8    | 2014年1月22日    | ISBN 978-4-7575-4207-5 | 2016年1月28日  | ISBN 978-986-348-523-0 |
| 9    | 2014年10月22日   | ISBN 978-4-7575-4396-6 | 2016年3月4日   | ISBN 978-986-382-329-2 |

## 外部連結
- . SQUARE ENIX.   [2019-04-12]. （原始内容存档于2017-03-16） （日语）.
- . SQUARE ENIX.   [2019-04-12]. （原始内容存档于2013-07-02） （日语）.